# KSV Ketsch
Der Kraftsportverein 06 Ketsch e. V., kurz KSV Ketsch, ist ein Sportverein aus dem badischen Ketsch in der Nähe von Mannheim. Der Verein ist Mitglied im Nordbadischen Ringerverband (NBRV).

## Geschichte
Der Verein wurde am 3. März 1906 gegründet. Waren zunächst Ringer und Gewichtheber aktiv, wurden in den folgenden Jahren weitere Sportarten angeboten. Bis 1933 erweiterte sich das Spektrum auf Boxen, Sportakrobatik, Leichtathletik, Pyramidenbau und Steinstoßen. Erste Einzeltitel wurden bereits 1910 mit der Meisterschaft von Baden und der Pfalz errungen. Weitere Erfolge gab es bei den Bundesfestspielen 1919 und der Arbeiterolympiade 1922.
1933 wurde der Verein, der dem Arbeiter-Athletenverband angehörte, verboten und die Sportler dem Einheitssportverband zwangseingegliedert. Bis 1939 konnten die Ringer viermal die badische Mannschaftsmeisterschaft gewinnen. Nach dem Zweiten Weltkrieg wurde in Ketsch die Sportvereinigung unter Einschluss aller Sportarten der ehemaligen Vereine gegründet. Nachdem mehrere Ringer in den 1950ern dritte Plätze bei den Deutschen Meisterschaften erreichen konnten, lösten sich die Kraftsportler von der Sportvereinigung und gründeten 1959 erneut den KSV Ketsch.
1973 stieg die Ringermannschaft in die Landesliga auf und konnte ein Jahr später nach einer Umstrukturierung der Ligen in der Badischen Oberliga starten. 1980 wurde die Mannschaft ohne Punktverlust Meister, scheiterte dann aber im Entscheidungskampf um den Aufstieg in die 2. Bundesliga am KSV Lahr-Kuhbach. 1983 wurde der KSV erneut Meister. Die 2. Bundesliga konnte allerdings finanziell und sportlich nicht gestemmt werden, so dass man ein Jahr später erneut in die Oberliga musste.
Bis 1996 rutschte die Mannschaft in die Landesliga ab, ehe es wieder aufwärtsging. 1997 wurde der KSV Meister der Verbandsliga und 2000 ungeschlagen Meister der Oberliga, womit der Aufstieg in die Regionalliga Baden-Württemberg gelang. Durch das Aufgeben eines Vereins aus der 2. Bundesliga konnte der KSV 2003 dessen Platz einnehmen. Bereits im ersten Jahr konnte der erste Platz und damit der Aufstieg in die 1. Bundesliga erreicht werden, aus der man allerdings nur ein Jahr später wieder absteigen musste.
Im Jubiläumsjahr 2006 kämpfte der Verein wieder in der neugegliederten Ringer-Bundesliga und konnte in der Saison 2006/07 die Zwischenrunde erreichen. 2007/08 gelang mit Platz sieben knapp der Klassenerhalt. Im Jahr darauf zog sich die Mannschaft aus der Bundesliga zurück und startete im Folgejahr in der Regionalliga. Nachdem 2014 der Abstieg in die viertklassige Oberliga Nordbaden hingenommen werden musste, ringt die erste Mannschaft des Vereins ab der Saison 2023 wieder in der Regionalliga Baden-Württemberg.
Bekannte Ringer die für Ketsch rangen waren und sind unter anderem der Vizeeuropameister von 2007, Marcel Ewald, sowie Stefan Kehrer und Heinz Marnette, die beide 2006 die ersten Einzeltitel bei den Deutschen Männermeisterschaften für den KSV errangen.

## Ergebnisse seit 2005
| Saison  | Liga (Klasse)             | Platz       | Mannschaftspunkte |
| ------- | ------------------------- | ----------- | ----------------- |
| 2004/05 | 1. Bundesliga Süd (I)     | 9 (von 9)   | 01 : 31           |
| 2005    | 2. Bundesliga Süd (II)    | 5 (von 10)  | 22 : 14           |
| 2006/07 | 1. Bundesliga Südwest (I) | 3 (von 6)   | 12 : 80           |
| 2007/08 | 1. Bundesliga Mitte (I)   | 7 (von 8)   | 08 : 20           |
| 2008/09 | 1. Bundesliga Mitte (I)   | 7 (von 8)   | 06 : 22           |
| 2009    | Regionalliga BW (III)     | 3 (von 10)  | 28 : 80           |
| 2010    | Regionalliga BW (III)     | 4 (von 10)  | 26 : 10           |
| 2011    | Regionalliga BW (III)     | 3 (von 9)   | 19 : 13           |
| 2012    | Regionalliga BW (III)     | 2 (von 10)  | 26 : 10           |
| 2013    | Regionalliga BW (III)     | 10 (von 10) | 07 : 29           |
| 2014    | Oberliga Nordbaden (IV)   | 3 (von 10)  | 28 : 80           |
| 2015    | Oberliga Nordbaden (IV)   | 2 (von 10)  | 32 : 40           |
| 2016    | Oberliga Nordbaden (IV)   | 3 (von 9)   | 23 : 90           |
| 2017    | Oberliga Nordbaden (III)  | 6 (von 10)  | 18 : 18           |
| 2018    | Oberliga Nordbaden (III)  | 6 (von 10)  | 14 : 22           |
| 2019    | Oberliga Nordbaden (III)  | 2 (von 10)  | 25 : 11           |
| 2021    | Oberliga Nordbaden (III)  | 3 (von 9)   | 12 : 80           |
| 2022    | Oberliga Nordbaden (IV)   | 1 (von 8)   | 26 : 20           |